# American League Central
American League Central (w skrócie AL Central) jedna z sześciu dywizji Major League Baseball, powstała w roku 1994.  

## Aktualni członkowie
- Chicago White Sox
- Cleveland Indians
- Detroit Tigers
- Kansas City Royals
- Minnesota Twins

## Dotychczasowi członkowie

### 1994-1997

#### Członkowie w latach 1994-1997
- Chicago White Sox
- Cleveland Indians
- Kansas City Royals
- Milwaukee Brewers
- Minnesota Twins

#### Zmiany z porównaniu z rokiem 1993
- Powstanie dywizji
  - Chicago White Sox, Kansas City Royals oraz Minnesota Twins przenieśli się z AL West
  - Cleveland Indians oraz Milwaukee Brewers przenieśli się z AL East

### od 1998 do dziś
- Chicago White Sox
- Cleveland Indians
- Detroit Tigers
- Kansas City Royals
- Minnesota Twins

#### Zmiany z porównaniu z rokiem 1997
- Detroit Tigers przenieśli się z AL East
- The Milwaukee Brewers przenieśli się do NL Central

## Mistrzowie AL Central rok po roku
| Rok  | Zwycięzca         | Wynik (Z-P) | %    | Rezultat w Playoff                      |
| ---- | ----------------- | ----------- | ---- | --------------------------------------- |
| 1994 | Chicago White Sox | 67-46       | .593 | nie było Playoffs                       |
| 1995 | Cleveland Indians | 100-44      | .694 | przegrana w World Series z Atlanta, 4-2 |
| 1996 | Cleveland Indians | 99-62       | .615 | przegrana w ALDS z Baltimore, 3-1       |
| 1997 | Cleveland Indians | 86-75       | .534 | przegrana w World Series z Florida, 4-3 |
| 1998 | Cleveland Indians | 89-73       | .549 | przegrana w ALCS z New York, 4-2        |
| 1999 | Cleveland Indians | 97-65       | .599 | przegrana w ALDS z Boston, 3-2          |
| 2000 | Chicago White Sox | 95-67       | .586 | przegrana w ALDS z Seattle, 3-0         |
| 2001 | Cleveland Indians | 91-71       | .562 | przegrana w ALDS z Seattle, 3-2         |
| 2002 | Minnesota Twins   | 94-67       | .584 | przegrana w ALCS z Anaheim, 4-1         |
| 2003 | Minnesota Twins   | 90-72       | .556 | przegrana w ALDS z New York, 3-1        |
| 2004 | Minnesota Twins   | 92-70       | .568 | przegrana w ALDS z New York, 3-1        |
| 2005 | Chicago White Sox | 99-63       | .611 | Wygrana w World Series z Houston, 4-0   |
| 2006 | Minnesota Twins   | 96-66       | .593 | przegrana w ALDS z Oakland, 3-0         |
| 2007 | Cleveland Indians | 96-66       | .593 | przegrana w ALCS z Boston, 4-3          |

## Liczba Mistrzostw AL Central
| Drużyna            | Liczba | Rok ostatniego zwycięstwa |
| ------------------ | ------ | ------------------------- |
| Cleveland Indians  | 7      | 2007                      |
| Minnesota Twins    | 4      | 2006                      |
| Chicago White Sox  | 2      | 2005                      |
| Detroit Tigers     | 0      |                           |
| Kansas City Royals | 0      |                           |

## Zwycięzcy Dzikiej Karty
| Rok  | Zwycięzca         | Wynik (Z-P) | %    | Mecze Straty | Playoffs                                  |
| ---- | ----------------- | ----------- | ---- | ------------ | ----------------------------------------- |
| 1994 | Cleveland Indians | 66-47       | .584 | 1            | nie było playoffs                         |
| 2006 | Detroit Tigers    | 95-67       | .586 | 1            | przegrana w World Series z St. Louis, 4-1 |